# Пробуждение (Крым)
Пробужде́ние (до 1948 года Курт-Ички́; укр. Пробудження, крымскотат. Qurt İçki, Къурт Ички) — село в Джанкойском районе Республики Крым, входит в состав Луганского сельского поселения (согласно административно-территориальному делению Украины — Луганского сельского совета Автономной Республики Крым).

## Население
| 2001 | 2014 |
| ---- | ---- |
| 55   | ↘6   |

Всеукраинская перепись 2001 года показала следующее распределение по носителям языка
| Язык             | Процент |
| ---------------- | ------- |
| крымскотатарский | 61.82   |
| русский          | 34.55   |
| украинский       | 3.64    |

### Динамика численности
| - 1889 год — 38 чел. - 1892 год — 45 чел. - 1900 год — 57 чел. - 1911 год — 55 чел. - 1915 год — 48/40 чел. - 1926 год — 172 чел. | - 1939 год — 164 чел. - 1989 год — 62 чел. - 2001 год — 55 чел. - 2009 год — 46 чел. - 2014 год — 6 чел. |

## Современное состояние
На 2017 год в Пробуждении улиц и переулков не числится; на 2009 год, по данным сельсовета, село занимало площадь 25 гектара на которой, в 14 дворах, проживало 46 человек.

## География
Пробуждение — маленькое село на северо-западе района, в степном Крыму, высота центра села над уровнем моря — 19 м. Соседние сёла: Луганское в 2,5 км на юг и Тутовое — в 3 км на запад. Расстояние до райцентра — около 24 километров (по шоссе), ближайшая железнодорожная станция — Богемка (на линии Джанкой — Армянск) — примерно в 9 километрах. Транспортное сообщение осуществляется по региональной автодороге 35Н-150 Луганское — Пробуждение (по украинской классификации — С-0-10426).

## История
Немецкое меннонитско — лютеранское селение Эбенфельд (в переводе — ровное поле) в урочище, называемом Куртички, или Курт-Ички — это название в конце концов закрепилось, было основано колонистами на 602 десятинах земли в 1880 году в Ишуньской волости Перекопского уезда. Согласно «Памятной книге Таврической губернии 1889 года», по результатам Х ревизии 1887 года, в деревне Курт-Ичкен числилось 8 дворов и 38 жителей. После земской реформы 1890 года деревню отнесли к Богемской волости.
По «…Памятной книжке Таврической губернии на 1892 год», в деревне, составлявшей Курт-Ичкинское сельское общество, было 45 жителей в 6 домохозяйствах. По «…Памятной книжке Таврической губернии на 1900 год» в Курт-Ички числилось 57 жителей в 8 дворах. К 1911 году население составило 55 человек. По Статистическому справочнику Таврической губернии. Ч.II-я. Статистический очерк, выпуск пятый Перекопский уезд, 1915 год, в деревне Курт-Ички Богемской волости Перекопского уезда числилось 15 дворов (9 дворов с землёй, 6 — безземельные) с немецким населением в количестве 48 человек приписных жителей и 40 — «посторонних», из которых 47 мужчин и 41 женщина. Жители владели 606 десятинами удобной земли. В хозяйствах имелось 69 лошадей, 49 коров и 42 головы мелкого скота.
После установления в Крыму Советской власти, по постановлению Крымревкома от 8 января 1921 года № 206 «Об изменении административных границ» была упразднена волостная система и в составе Джанкойского уезда был создан Джанкойский район. В 1922 году уезды преобразовали в округа. 11 октября 1923 года, согласно постановлению ВЦИК, в административное деление Крымской АССР были внесены изменения, в результате которых округа были ликвидированы, основной административной единицей стал Джанкойский район и село включили в его состав. Согласно Списку населённых пунктов Крымской АССР по Всесоюзной переписи 17 декабря 1926 года, в селе Курт-Ички, центре упразднённого к 1940 году Курт-Ичкинского сельсовета Джанкойского района, числилось 39 дворов, из них 36 крестьянских, население составляло 172 человека, из них 170 немцев, 1 татарин, 1 русский. По данным всесоюзной переписи населения 1939 года в селе проживало 164 человека.
Вскоре после начала Великой Отечественной войны, 18 августа 1941 года крымские немцы были выселены, сначала в Ставропольский край, а затем в Сибирь и северный Казахстан. После освобождения Крыма от фашистов в апреле, 12 августа 1944 года было принято постановление № ГОКО-6372с «О переселении колхозников в районы Крыма» и в сентябре 1944 года в район приехали первые новоселы (27 семей) из Каменец-Подольской и Киевской областей, а в начале 1950-х годов последовала вторая волна переселенцев из различных областей Украины. С 25 июня 1946 года Курт-Ички в составе Крымской области РСФСР.
Указом Президиума Верховного Совета РСФСР от 18 мая 1948 года, Курт-Ички переименовали в Пробуждение. 26 апреля 1954 года Крымская область была передана из состава РСФСР в состав УССР. Время включения в Лобановский сельсовет пока не установлено: на 15 июня 1960 года село уже числилось в его составе. 11 апреля 1963 года был образован совхоз «Украина», в который включили хозяйство села, который в 1997 году был реорганизован в КСП «Луганское», а в апреле 2000 года — в СПТЗК «Луганское». С 1975 года — в составе Луганского сельсовета. По данным переписи 1989 года в селе проживало 62 человек. С 12 февраля 1991 года село в восстановленной Крымской АССР, 26 февраля 1992 года переименованной в Автономную Республику Крым. С 21 марта 2014 года в составе Крыма аннексировано Россией.